# Campanha de Arthur do Val à prefeitura de São Paulo em 2020
A campanha à prefeitura de São Paulo de Arthur do Val começou em 7 de setembro de 2020, quanto teve sua candidatura oficializada pelo Patriota. Eleito deputado estadual por São Paulo em 2018, teve foco nas redes sociais e não utilizou fundo eleitoral, além de fazer parte de diversos protestos. Seu último ato de campanha foi feito no dia 14 de novembro.

## Antecedentes

Logotipo do Movimento Brasil Livre (MBL).

Em 25 de maio de 2015, Arthur criou seu canal na plataforma YouTube, intitulado "Mamaefalei", que foi como começou a ficar conhecido. No canal, ele expõe suas posições sobre política e economia e frequentemente critica a esquerda. Em 2016, se tornou membro do Movimento Brasil Livre (MBL), um movimento que defende o livre mercado no país, e passou a produzir conteúdos para o grupo. Vendo o crescimento de seu canal, decidiu se candidatar a deputado estadual por São Paulo nas eleições gerais no Brasil em 2018, pelo Democratas (DEM), sem utilizar fundo eleitoral, e foi eleito para o cargo como o segundo mais votado.
Em 15 de novembro de 2019, Arthur foi indicado pelo MBL como pré-candidato à prefeitura de São Paulo, mas com incerteza em relação a seu partido. Três dias depois, foi expulso do DEM por atos "incompatíveis com as deliberações do partido." No dia 5 de fevereiro de 2020, se filiou ao Patriota.

## Campanha

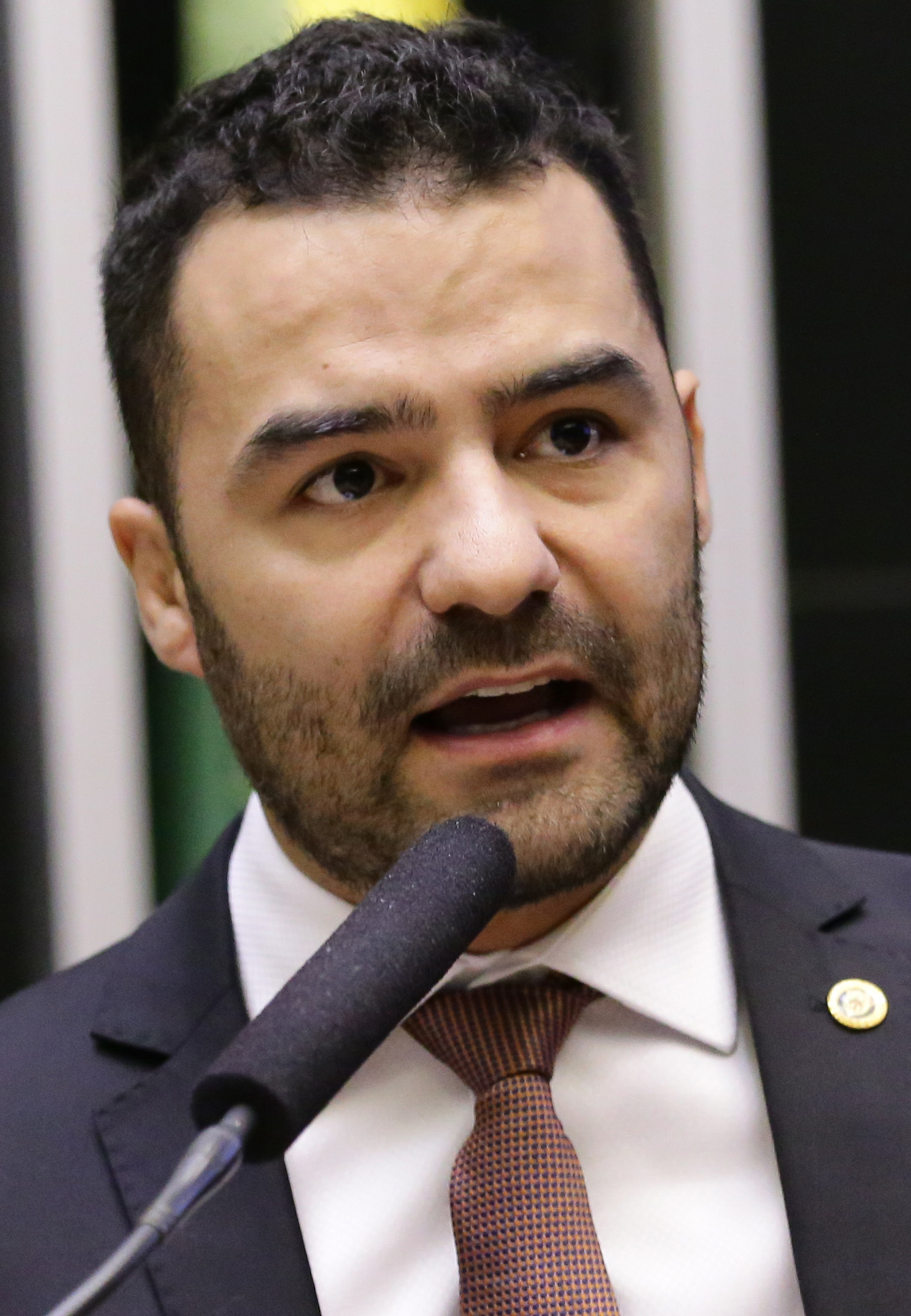
Arthur na Câmara dos Deputados em 2019.

### Características
A campanha de Arthur teve foco nas redes sociais, com o material físico sendo mínimo. Ele declarou que "As minhas redes têm crescido quando eu falo de campanha, o que é uma coisa rara. Normalmente político quando chega na campanha diminui, porque as pessoas estão de saco cheio de coisas tradicionais." Arthur aceitou doações via Apoia.org como um contraponto ao fundo eleitoral. Até 24 de setembro, havia recebido 116,7 mil reais pela plataforma. Arthur e Levy Fidelix foram os únicos da eleição à prefeitura de São Paulo a não utilizar o fundo.

### História
No dia 7 de setembro de 2020, teve sua candidatura oficializada pelo Patriota, junto com sua candidata a vice Adelaide Oliveira. O anúncio aconteceu em uma convenção do partido realizada em sistema de drive-in na Zona Sul da cidade. Seu nome de urna seria apenas "Arthur do Val", como uma forma de se afastar de sua "postura provocativa", de acordo com Matheus Lara, do Estadão. No entanto, o nome foi mudado duas semanas após o início da campanha; de acordo com Rubinho Nunes, advogado de Arthur, "Foi um problema. As pessoas conheciam o 'Mamãe Falei', não o Arthur".

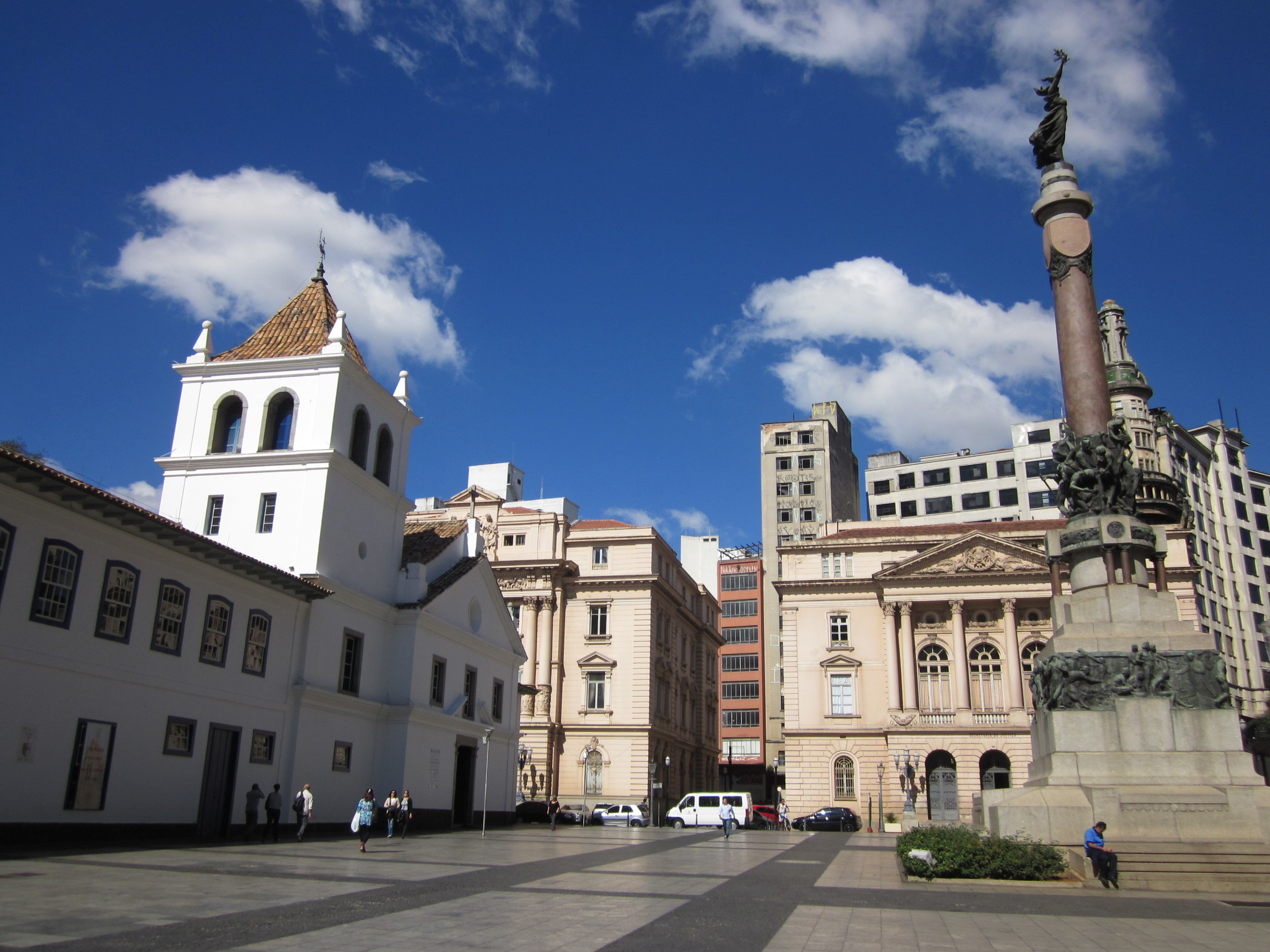
Arthur fez um protesto no Pátio do Colégio (na imagem) onde criticou o uso do fundo eleitoral.

No dia 1 de outubro, Arthur processou Guilherme Boulos, do Partido Socialismo e Liberdade (PSOL), por divulgar uma pesquisa do site Radar Urbano em que Boulos teria 77 por cento das intenções de voto; Rubinho Nunes declarou que houve dois crimes eleitorais: divulgação de pesquisa fraudulenta e o apoio a Boulos declarado pelo portal, que configuraria crime pois "a legislação proíbe propaganda em sites de pessoa jurídica, oficiais ou hospedados por órgãos de administração pública". No dia 8, fez uma campanha no Pátio do Colégio, na Zona Central, onde prometeu revitalizar a região, distribuindo adesivos e conversando com os eleitores presentes. No local, também participou de uma manifestação organizada pelo seu partido contra o uso do fundo eleitoral. Os manifestantes levaram um bolo e colocaram sobre ele um pedaço de papelão simbolizando um cheque do fundo eleitoral. À ordem de comando de Arthur num megafone, avançaram sobre o bolo, que se despedaçou.
No dia 11, em transmissão ao vivo, Arthur declarou que Bruno Covas, do Partido da Social Democracia Brasileira (PSDB) havia entrado com representação na Justiça contra o candidato, posteriormente revelado como um pedido de direito de resposta. Arthur disse que Covas queria censurá-lo de falar sobre a "Máfia das Multas", e prometeu que iria protestar contra o prefeito em frente ao radar "que mais multava"; no dia seguinte, Arthur reuniu apoiadores na Zona Sul para protestar contra os radares da cidade, chamando atenção para um radar localizado no viaduto João Julião da Costa Aguiar, que dá acesso à Avenida 23 de Maio. No dia 14, a Justiça Eleitoral de São Paulo negou o pedido de direito de resposta a Covas; em nota, a campanha de Covas disse que "o Ministério Público deu parecer favorável ao PSDB, mas a decisão do juiz foi desfavorável. O PSDB não concorda e vai recorrer da decisão". No dia 23, fez uma palestra sobre educação financeira para jovens no Jardim Vista Alegre, onde falou sobre seus projetos "Escola 360" e "Jovem Capitalista" (mais detalhes na seção § Plano de governo). No dia 29, Arthur organizou um simpósio sobre segurança pública na Associação de Subtenentes e Sargentos da Polícia Militar de São Paulo (ASSPM), junto com Adelaide e o candidato a vereador Ligieri.
No dia 5 de novembro, o Tribunal Regional Eleitoral de São Paulo aplicou uma multa de oito mil reais a Arthur por "pagamento irregular de impulsionamento de vídeos nas redes sociais" contra o candidato Celso Russomanno. O juiz eleitoral Guilherme Silva e Souza disse que Arthur teve "clara intenção não apenas de ofender, como de tentar levar os eleitores a não votar no candidato". Rubinho Nunes declarou que iria recorrer da decisão, dizendo que "as publicações são simples e comuns críticas ao candidato e estão em plena conformidade com a lei e com as resoluções do TSE".
No dia 12, foi feita uma transmissão ao vivo com Tiago Pavinatto, Rubinho Nunes e Fernando Holiday no canal Mamaefalei, onde comentaram o debate eleitoral da TV Cultura. Aos 33 minutos, Pavinatto fez gesto considerado misógino contra a candidata do Rede Sustentabilidade Marina Helou. Boulos e Jilmar Tatto (Partido dos Trabalhadores) manifestaram solidarieade à candidata. Pavinatto se defendeu, dizendo que "No corte, sem som, eu falava de outra coisa ao Fernando Holiday", e Arthur disse que "[Pavinatto] fez um gesto infantil, mas não foi nenhuma expressão de machismo, até porque ele é gay. A bandeira dele é da LGBT".
No dia 13, Arthur fez um protesto na Avenida Faria Lima; alugou um guindaste e utilizou uma faixa para protestar contra o uso de recursos públicos em campanhas políticas. Fez seu último ato de campanha no dia 14, na Avenida Paulista. Em 15 de novembro, foi realizado o primeiro turno, onde Arthur recebeu 9,78% dos votos válidos, totalizando 520.158 eleitores. Foi o quinto mais votado e, portanto, não passou para o segundo turno, encerrando assim sua campanha.

## Plano de governo
O plano de governo de Arthur, apresentado como "Programa Muda São Paulo", era composto de 38 páginas. Citava como prioridade "desburocratizar, desestatizar, reduzir impostos, trazer empregos qualificados e dinamizar a economia das áreas periféricas da nossa cidade." Arthur defendeu a redução de 26 secretarias para dez, visando o enxugamento da máquina pública e maior agilidade na tomada de decisões. Notavelmente, Arthur também defendeu a mudança do Plano Diretor Municipal para um mais liberal, trocar todos os radares por lombadas eletrônicas e "acabar com a Cracolândia".
Arthur defendeu projetos e programas como "Escola 360", "Jovem Capitalista" e "Plano Locomotiva". O primeiro prometia escolas abertas 360 dias por ano, incluindo nos finais de semana e nas férias, oferecendo merenda e almoço, e o segundo seria incluso dentro deste, como um programa de educação financeira. O terceiro foi um plano econômico elaborado pelo economista Hélio Coutinho Beltrão, que faria "um ambiente favorável para os pequenos empresários" em São Paulo.